# رادی گوبرت
رادی گوبرت (انگلیسی: Rudy Gobert؛ زادهٔ ۲۶ ژوئن ۱۹۹۲) بازیکن تیم ملی بسکتبال فرانسه است. او در حال حاضر در لیگ حرفه‌ای بسکتبال بزرگسالان آمریکا و برای تیم یوتا جاز بازی می‌کند.
در مارس ۲۰۲۰ و مدتی پس از دنیاگیری ویروس کرونا اعلام شد گوبرت اولین بازیکن اِن‌بی‌اِی است که به این ویروس مبتلا شده‌است. او پیش‌تر طی یک مصاحبه و برای شوخی با خبرنگارها، دست‌هایش را به میکروفن‌های آن‌ها مالیده بود. پس از اعلام مبتلا بودن گوبرت به کرونا، او به خاطر این شوخی از رسانه‌ها عذرخواهی کرد.